# 굴리엘모 3세 (시칠리아)
굴리엘모 3세(이탈리아어: Guglielmo III; 1186년경 –  1198년경)는 오트빌 가문 출신으로, 노르만계 마지막 시칠리아의 군주이며, 1194년까지 10달이라는 짧은 시간 동안 군림했다. 그는 종조모인 콘스탄차와 그의 남편이자 신성 로마 황제인 하인리히 6세에게 왕위를 찬탈당하였다.

## 생애와 집권
굴리엘모는 레체 백작 탄크레디와 아체라의 시빌라 사이에서 태어난 차남이다. 1189년에 시칠리아의 굴리엘모 2세가 자식 없이 사망하자, 노르만계의 풀리아 공작 루제로 3세의 서자인 탄크레디는 그의 숙모이자 루제로 2세의 딸인 콘스탄차의 권리를 부정하고, 시칠리아 왕위에 오르도록 교황 클레멘스 3세의 지지를 얻었다.
네 살이던 때, 형인 루제로가 얼마 뒤에 사망하면서 굴리엘모는 팔레르모에서 아버지의 공동 통치자로 즉위했다. 아버지는 1194년 2월 20일에 사망했고, 어머니인 시빌라가 섭정 역할을 하였다.
하지만, 콘스탄차의 남편인 호엔슈타우펜가의 신성 로마 황제 하인리히 6세는 아내의 권한으로서 시칠리아의 왕위를 요구하였다. 탄크레디가 죽기도 전에, 그는 침공 계획을 세워뒀고, 침공 재원 역시도 잉글랜드의 리처드 1세의 몸값으로 받은 것을 통해 더욱 충당되었다.

## 찬탈과 죽음

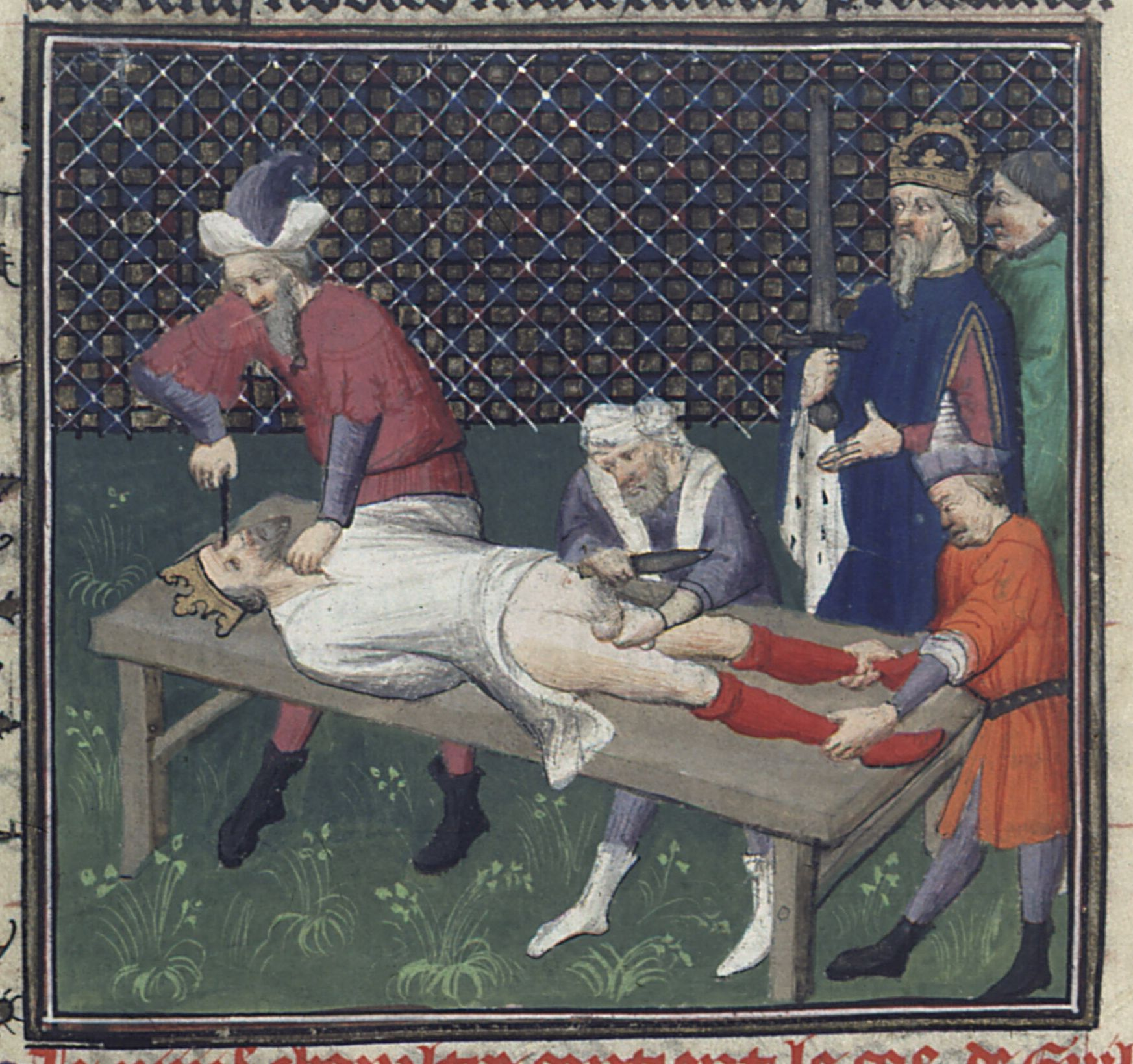
시칠리아의 굴리엘모 3세에 대한 고문 (조반니 보카치오의 '유명인들의 운명에 대하여' 15세기 편집판).

1194년 8월, 하인리히는 시칠리아를 향해 출정하였다. 시빌라는 많이 효과적인 저항을 하지 못하였다. 10월 말경에 하인리히는 시칠리아 왕국의 이탈리아반도 본토 영토를 모두 정복하고 시칠리아섬으로 건너갔다. 11월 20일에 팔레르모가 함락되었으며, 굴리엘모와 그의 어머니는 칼타벨로타성으로 달아났다.
하인리히는 시빌라에게 관대한 강화 조건을 제안했는데 굴리엘모는 아버지가 왕위에 오르기 전 본거지 영지인 레체 백작령을 유지하고, 또한 왕위를 포기하는 조건으로 타란토 공작령도 유지하게 해준 것이었다. 합의에 이르자, 굴리엘모와 그의 어머니 그리고 자매들은 12월 25일에 하인리히가 시칠리아 왕위에 오르는 것을 지켜보았다. 그런데, 4일 뒤에, 새로운 왕에 대한 추정상의 역모 사건이 밝혀졌는데, 많은 유력 이탈로노르만 정치 인사들이 체포되어 독일로 이송되었고, 이 중에 굴리엘모와 그 가족들도 포함되었다.
굴리엘모의 어머니와 그 자매들은 결국에 풀려나 프랑스에서 조용히 살았으나, 굴리엘모의 이후 생애에 대해선 알려진 것이 없다. 그는 하인리히의 명으로 눈이 멀고 거세를 당했다고 전해진다. 일부 사료에 따르면, 그는 이송되고 몇 년 뒤 호헤넴스성에서 구금된 채 죽었다고 한다. 또 다른 이론에서는 그가 탄크레디 팔라마라(Tancredi Palamara)라는 가명으로 시칠리아로 돌아왔고, 하인리히의 아들 프리드리히 2세 (마찬가지로 시칠리아의 왕)는 메시나에서 탄크레디 팔라마라를 알아보고 1232년에 처형을 명했다고 한다. 하지만, 교황 첼레스티노 3세의 몇몇 서류에 따르면, 일반적으로 합의된 그의 사망 시기는 1198년이다. 굴리엘모의 권리 승계자는 그의 여동생으로, 정확한 이름은 불분명하나 마리아, 엘비라, 알비니아, 블랑슈 등 붙여진 이름은 다양하다.

## 참조
1. ↑  Edward Wheatley는 이 내용이 잉글랜드 및 이탈리아 사료에서 기재된 것이라 하였다.[8]
2. ↑  Stefan Burkhardt와 Thomas Foerster는 굴리엘모가 호헤넴스성에 감금되었다고는 하나 그곳에서 죽었다고는 하지 않았다.[9]

## 참고 문헌
- Barber, Malcolm, 편집. (2003). 《The History of the Holy War: Ambroise's Estoire de la Guerre Sainte》 1. 번역 Ailes, Marianne. The Boydell Press.
- Burkhardt, Stefan; Foerster, Thomas, 편집. (2016). 《Norman Tradition and Transcultural Heritage: Exchange of Cultures in the ‘Norman’ Peripheries of Medieval Europe》. Routledge.
- Diehl, Peter D. (2016). 〈Henry VI, Heresy and the Extensionb of Imperial Power in Italy〉.   Figueira, Robert Charles. 《Plenitude of Power: The Doctrines and Exercise of Authority in the Middle Ages: Essays in Memory of Robert Louis Benson》. Taylor & Francis.
- Houben, Hubert (2002). 《Roger II of Sicily: A Ruler Between East and West》. Cambridge University Press.
- Poole, Austin Lane (1926). 〈The Emperor Henry VI〉.   Tanner, J.R.; Previte-Orton, C.W.; Brooke, Z.N. 《The Cambridge Medieval History》. V: Contest of Empire and Papacy. The Macmillan Company.
- Powell, James M., 편집. (2004). 《The Deeds of Pope Innocent III》. Catholic University of America Press.
- Robinson, I. S. (1990). 《The Papacy, 1073-1198: Continuity and Innovation》. Cambridge University Press.
- Venning, Timothy, 편집. (2006). 《A Chronology of the Byzantine Empire》. Palgrave Macmillan.
- Wheatley, Edward (2022). 《Stumbling Blocks Before the Blind: Medieval Constructions of a Disability》. University of Michigan Press.

| 굴리엘모 3세 (시칠리아) 오트빌가출생: 1186년경 사망: 1198년경 |                        |                          |
| 작위                                                          |                        |                          |
| 이전 탄크레디                                                 | 시칠리아의 군주 1194년 | 이후 엔리코 1세 콘스탄차 |